# Gali Baharav-Miara
Gali Baharav-Miara (en hébreu : גלי בהרב-מיארה), née le 18 septembre 1959, est une juriste israélienne, nommée procureure générale d'Israël le 7 février 2022. Elle est la première femme à occuper cette fonction. 

## Procureure générale d'Israël
Gali Baharav-Miara est nommée procureure générale d'Israël le 7 février 2022. Première femme à occuper cette fonction, elle est à la fois la conseillère juridique du gouvernement, chargée de contrôler la légalité des décisions qu'il prend, mais aussi la responsable suprême du ministère public.
Le 23 mars 2025, le gouvernement israélien vote à l'unanimité une motion de défiance pour la destituer, en raison de ses critiques contre le pouvoir exécutif et Benyamin Netanyahou. Début août 2025, le gouvernement israélien tente à nouveau de la limoger mais la Cour suprême s'oppose à cette décision.